# Wilson (Oklahoma)
Wilson is een plaats (city) in de Amerikaanse staat Oklahoma, en valt bestuurlijk gezien onder Carter County.

## Demografie
Bij de volkstelling in 2000 werd het aantal inwoners vastgesteld op 1584.
In 2006 is het aantal inwoners door het United States Census Bureau geschat op 1621, een stijging van 37 (2,3%).

## Geografie
Volgens het United States Census Bureau beslaat de plaats een oppervlakte van
14,7 km², geheel bestaande uit land.

## Plaatsen in de nabije omgeving
De onderstaande figuur toont nabijgelegen plaatsen in een straal van 28 km rond Wilson.